# Rhinos Milano

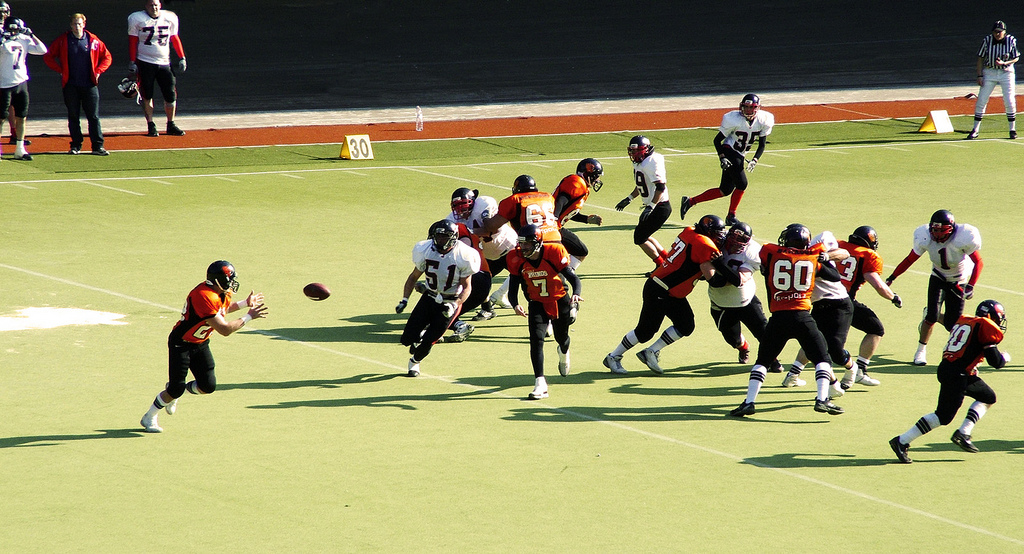
Die Rhinos Milano bei einem Heimspiel im Velodromo Vigorelli (2008)

Die Rhinos Milano sind ein italienisches American-Football-Team aus Mailand. Das Team wurde im Jahr 1975 gegründet und ist damit das älteste American-Football-Team Europas.

## Geschichte
Das Team wurde nach eigenen Angaben am 9. Januar 1975 unter dem Namen Pantere Rosa di Piacenza gegründet. Am 16. Oktober 1976 bestritt das Team dann sein erstes dokumentiertes Spiel. Gegner waren die Camp Darby Rangers, ein Team der NATO-Basis von Tirrenia. Im Jahr 1977 zog das Team nach Mailand um und wurde zu den Rhinos Milano. Im ersten Spiel zweier italienischer Mannschaften traten die Rhinos am 25. Juni 1978 gegen die ein Jahr zuvor gegründeten Frogs in Busto Arsizio an und gewannen dieses erste nationale Aufeinandertreffen deutlich mit 38:0. Es folgten weitere Freundschaftsspiele gegen die Frogs, die Rams Milano, die Aquile Ferrara und die Giaguari Torino.
Gemeinsam mit diesen vier Mannschaften trugen die Rhinos im Jahr 1981 die erste offizielle italienische Meisterschaft aus. Als ungeschlagener Erster der Hauptrunde trafen sie im Endspiel auf die zweitplatzierten Frogs. Mit einem 24:8-Sieg sicherten sich die Rhinos die Meisterschaft mit einer perfekten Saison. Auch in den beiden folgenden Spielzeiten errangen die Rhinos den Meistertitel. Dabei verließen sie lediglich einmal, in der Saison 1982 gegen die Grizzlies Roma, als Verlierer den Platz.
In den Folgejahren konnten die Rhinos an ihre Erfolge nicht mehr anknüpfen und kamen maximal bis ins Halbfinale. Erst in der Saison 1990 zogen sie wieder ins Finale, in den Super Bowl X, ein. Bei ihrer vierten Teilnahme feierten sie den vierten Titel und zum dritten Mal waren die Frogs der Gegner. Der vierte Titel war dann aber zugleich auch das vorläufige Ende der Rhinos. Die Rhinos stellten ihren Spielbetrieb ein und die Spieler verteilten sich auf die Pythons Milano und die Pharaones Milano.  Beide Teams waren 1990 noch zweitklassig, traten 1991 dann aber in der Seria A an. Die Pharaones holten sich 1992 den Titel.  Nach der Saison 1993, als die Pythons und die Pharaones beide im Viertelfinale scheiterten, waren es dann umgekehrt diese beiden Teams, die zu den neuen Rhinos Milano fusionierten. In der Saison 1994 gelang dann auf Anhieb der Einzug ins Finale, wo der Dauerrivale, die Frogs aus Legnano, wartete.  Den Frogs glückte dieses Mal der Finalsieg und die Rhinos mussten ihre erste Endspielniederlage hinnehmen. Was folgte, war ein kontinuierlicher Leistungsabfall des Teams. Am Ende der Saison 1998 stand eine Bilanz von zwei Siegen bei acht Niederlagen, woraufhin sich die Rhinos erneut auflösten.
Im Jahr 2000 gab es eine weitere Neugründung der Rhinos, zunächst jedoch nur als Flag-Football-Mannschaft.  Ein Jahr später begannen sie dann auch mit der Gründung eines Tackle-Teams.  Dieses ging dann 2003 in der drittklassigen „NorthWestern Conference“, einer Liga für 9er-Teams, an den Start und wurde Meister der Liga.  Auch 2004 spielten die Rhinos 9er-Football. 2005 spielten sie in der Serie B und 2006 in der Serie A2, der jeweils zweiten Klasse in diesen Jahren.  Zur Saison 2007 war dann die Rückkehr in die höchste italienische Spielklasse, die NFL Italy, geschafft.  Nach der Saison wechselten einige Topteams in die neu gegründete Italian Football League.  Die Rhinos wechselten ebenfalls und etablierten sich im Mittelfeld der Liga, die schließlich zur alleinigen ersten Liga Italiens wurde.
Im Jahr 2011 traten die Rhinos im EFAF Cup 2011 zum ersten Mal bei einem europäischen Wettbewerb an.  Dort scheiterten sie in der Vorrunden an den punktgleichen Black Panthers de Thonon aus Frankreich. In der IFL hatten sie zudem erstmals eine positive Bilanz.  Ein Jahr später erreichten sie die Play-offs der IFL, wo sie jedoch an den Giants Bolzano scheiterten.  Nach zwei weniger erfolgreichen Jahren zogen die Rhinos 2015 erneut in die Play-offs ein und gewannen ihr Viertelfinalspiel. Im Halbfinale trafen sie dann auf den Stadtrivalen Seamen Milano und schieden mit einer 20:25-Niederlage aus.
In der Saison 2016 gelang den Rhinos die Rückkehr an die nationale Spitze. Sie spielten eine überragende Saison und zogen mit zehn Siegen aus zehn Spielen als ungeschlagener Tabellenführer in die Play-offs ein.  Nach einem deutlichen Erfolg gegen die Aquile Ferrara, warteten erneut die Seamen im Halbfinale.  Dieses Mal hatten die Rhinos mit 35:34 hauchdünn die Nase vorne und zogen nach 22 Jahren wieder ins Endspiel ein.  Mit einem klaren 44:18-Erfolg sicherten sie sich gegen die Giants Bolzano ihre fünfte Meisterschaft  und feierten eine perfekte Saison.  Als Meister nahmen die Rhinos an der European Football League 2017 teil.  Mit zwei Siegen gegen den französischen Club Dauphins de Nice zogen sie ins Finale ein, wo sie mit den bereits bekannten Black Panthers de Thonon erneut auf einen französischen Gegner trafen.  Mit 29:20 behielt Thonon die Oberhand.  In der Meisterschaft gelang den Rhinos erneut eine makellose Bilanz mit zehn Siegen und auch der Einzug in den Italian Bowl konnte wiederholt werden.  Dort kam es zum Derby mit den Seamen.  Während die Rhinos in der regulären Saison noch deutlich gewinnen konnten, mussten sie sich im Finale geschlagen geben.  Für die Rhinos Milano standen damit im Jahr 2017 nur zwei Niederlagen zu Buche, beide in einem Finale.  Für die Seamen folgten zwei weitere nationale Titel, so dass die italienische Meisterschaft von 2014 bis 2019 sechsmal in Folge nach Mailand ging, dabei aber nur einmal an die Rhinos.  Die Rhinos dagegen verpassten 2018 die Play-offs und traten 2019 in der zweitklassigen Serie B an.
Nach einem Jahr Zweitklassigkeit waren die Rhinos 2020 wieder zurück in der Italian Football League.  Nachdem die Saison 2020 ausgefallen war, landeten sie jedoch sowohl 2021 als auch 2022 im Tabellenkeller.

## Erfolge
- European Football League
  - Vize: 2017

- Italian Bowl
  - Sieger: (5) 1981–1983, 1990, 2016
  - Vize: (2) 1994, 2017